# Diuranthera
Diuranthera Hemsl. – rodzaj roślin z rodziny szparagowatych. Obejmuje cztery gatunki występujące w środkowych Chinach. 

## Morfologia
PokrójWieloletnie rośliny zielne.
PędPionowe, bardzo krótkie kłącze. Korzenie liczne, zgrubiałe, mięsiste.
LiścieLiście odziomkowe kępiaste lub zebrane w luźną rozetę, wąsko równowąskie do równowąsko-odwrotnie lancetowatych.
KwiatyZebrane w luźne grono. Przysadki jajowate do rówowąsko-lancetowatych, błoniastych. Z każdego węzła kwiatostany wyrastają zwykle na krótkich szypułkach dwa kwiaty. Okwiat rozpostarty, o listkach wolnych, równowąskich, zewnętrznych lekko węższych i niekiedy krótszych od wewnętrznych. Sześć pręcików o nitkowatych nitkach, nieco krótszych od listków okwiatu. Pylniki równowąskie, osadzone grzbietowo u nasady, z ogonkowatymi wyrostkami o długości 1–3 mm. Zalążnia trójkomorowa. Szyjka słupka nitkowata, długa. Znamię słupka bardzo drobne.
OwoceOdwrotnie jajowate lub elipsoidalne, trójkątne na przekroju torebki, pękające komorowo. Nasiona czarne, okrągłe, spłaszczone, o sercowatej nasadzie.
Gatunki podobneRóżni się od zielistki ogonkowatymi wyrostkami obecnymi na pylnikach.

## Systematyka
Pozycja systematycznaRodzaj z plemienia Anthericaceae, w obrębie podrodziny agawowych Agavoideae z rodziny szparagowatych Asparagaceae. W niektórych ujęciach uznawany za synonim rodzaju zielistka (Chlorophytum).
Wykaz gatunków
- Diuranthera chinglingensis J.Q.Xing & T.C.Cui
- Diuranthera inarticulata F.T.Wang & K.Y.Lang
- Diuranthera major Hemsl.
- Diuranthera minor (C.H.Wright) Hemsl.

## Zastosowanie
Buyei wykorzystują Diuranthera major jako roślinę leczniczą w chorobach kobiecych i wirusowego zapalenia wątroby. W korzeniach roślin z tego gatunku obecne są saponiny steroidowe: chloromalozyd A i diurantozydy.